# Cochrane (organizzazione)
Cochrane (in precedenza denominata Cochrane Collaboration) è un'associazione britannica internazionale no-profit nata con lo scopo di raccogliere, valutare criticamente e diffondere le informazioni relative alla efficacia e alla sicurezza degli interventi sanitari.
L'obiettivo è quello di facilitare scelte basate sulle evidenze riguardo a interventi sanitari che coinvolgono professionisti della salute, pazienti e decisori.

## Diffusione
Al 2015, erano affiliati all'organizzazione più di trentasettemila operatori sanitari, ricercatori e rappresentanti di associazioni di pazienti in oltre 100 Paesi del mondo, allo scopo di permettere ai sistemi sanitari di ottimizzare la distribuzione delle risorse economico-finanziarie.
La Cochrane opera una mappatura di tutte le conoscenze disponibili e produce documenti di sintesi, denominate revisioni sistematiche o con il termine inglese review, sull'efficacia e sicurezza degli interventi sanitari di tipo preventivo, terapeutico e riabilitativo. I risultati di queste review vengono diffusi sia attraverso un database elettronico, denominato Cochrane Library, sia via Internet. Alcuni articoli sono a pagamento o richiedono l'iscrizione per poter essere visualizzati. Alcune revisioni, ad esempio in tema di salute e sicurezza sul lavoro, incorporano i risultati di studi osservazionali non randomizzati, nonché studi controllati prima-dopo (CBA) e studi di serie temporali interrotte.
La Cochrane applica un rigoroso e sistematico processo di revisione degli effetti degli interventi, testati in studi clinici controllati randomizzati biomedici. Alcuni review più recenti hanno studiato anche i risultati di studi osservazionali non randomizzati.

## Storia
Fondata nel 1993 sotto la guida di Iain Chalmers, la Cochrane Collaboration è stata sviluppata in risposta al richiamo di Archie Cochrane sulla necessità di recensioni sistematiche e aggiornate di tutti gli studi clinici controllati randomizzati sull'assistenza sanitaria.
Questo approccio sistematico è stato ripreso dal Research and Development Programme, avviato a sostegno del National Health Service del Regno Unito. A questo fine sono stati stanziati dei fondi per la costituzione di un Cochrane Centre, per la collaborazione con altre realtà, nel Regno Unito e altrove.
Nel 1998 fu istituito il Cochrane Economics Methods Group (CEMG) per facilitare il processo decisionale basato sull'economia sanitaria, la medicina fondata sull'evidenza e le revisioni sistematiche.
Il suggerimento di Cochrane di applicare più estesamente i metodi utilizzati per preparare e mantenere le revisioni delle sperimentazioni controllate in gravidanza e durante il parto è stato accolto dal Programma di ricerca e sviluppo, avviato a sostegno del National Health Service. Attraverso il programma di ricerca e sviluppo del NHS, guidato da Michael Peckham, furono stanziati fondi per creare un "Centro Cochrane", capace di collaborare con altri centro, dentro e fuori dal Regno Unito, per facilitare revisioni sistematiche di studi randomizzati controllati in tutti i settori dell'assistenza sanitaria.
Nel 2004, la Campbell Collaboration si unì al CEMG per formare il Campbell & Cochrane Economics Methods Group (CCEMG).
Nel 2013 l'organizzazione pubblicò un editoriale che descriveva i suoi sforzi per formare le persone nei Paesi in via di sviluppo al fine di eseguire revisioni per la Cochrane. Un editoriale del 2017 discusse brevemente la storia degli approcci metodologici della Cochrane, come l'inclusione di studi che utilizzano metodologie al posto di studi randomizzati controllati e la sfida di far adottare l'evidenza nella pratica clinica.
Durante la riunione annuale del 2018, il consiglio di amministrazione della Cochrane espulse dall'organizzazione Peter C. Gøtzsche, membro del consiglio e direttore del centro nordico di Cochrane, dichiarando a Nature che aveva ricevuto "numerose lamentele" a suo riguardo dopoché era stato coautore di un articolo su BMJ Evidence-Based Medicine in cui si sosteneva che la revisione Cochrane del maggio 2018 sui vaccini HPV fosse parziale. L'espulsione di Gøtzsche indusse quattro membri eletti del consiglio a dimettersi per protesta, fatto che a sua volta portò il consiglio a tagliare due membri nominati al fine di rispettare il rapporto tra membri eletti e membri nominati richiesto dallo statuto dell'organizzazione. Gøtzsche denunciò l'accaduto in una lettera aperta in cui affermò che nella Cochrane stava radicandosi una "crescente cultura autoritaria dall'alto verso il basso e un modello di business sempre più commerciale", fattori che "minacciano gli obiettivi scientifici, morali e sociali dell'organizzazione". Gøtzsche ha continuato a criticare apertamente il rapporto di Cochrane con l'industria farmaceutica. Il consiglio di amministrazione di Cochrane dichiarò che Gøtzsche era stato espulso per il suo comportamento, esaminato da un consulente indipendente reclutato da Cochrane.

## Obiettivi
L'obiettivo della Cochrane è quello di aiutare le persone a prendere decisioni bene informate riguardo all'assistenza sanitaria, preparando, mantenendo e garantendo l'accessibilità di aggiornamenti sistematici sugli effetti di svariati interventi di assistenza sanitaria. I principi della Cochrane Collaboration:
- collaborazione;
- basarsi sull'entusiasmo delle persone con differenti interessi ed esperienze;
- evitare la duplicazione;
- minimizzare le distorsioni (bias);
- aggiornamento;
- ricerca della pertinenza dei contenuti;
- promuovere l'accesso ai contenuti;
- garantire la qualità;
- continuità;
- consentire un'ampia partecipazione al lavoro dell'organizzazione.

## Ricezione
Un editoriale del 2004 apparso sul Canadian Medical Association Journal osservò che le revisioni Cochrane sembravano essere più aggiornate e di migliore qualità rispetto ad altre revisioni, descrivendole come "la migliore risorsa, unica per la ricerca metodologica e per lo sviluppo della scienza della meta-epidemiologia" e attribuendo loro il merito di aver portato a miglioramenti metodologici nella letteratura medica.
Gli studi che hanno confrontato la qualità delle meta-analisi Cochrane nei campi dell'infertilità, della fisioterapia, e dell'ortodonzia con quelle pubblicate da altre fonti conclusero che le prime erano caratterizzate da un grado più alto di rigore metodologico. Un'analisi più ampia, condotta in diverse aree terapeutiche, pervenne a conclusioni simili, ma fu condotta dagli stessi autori della Cochrane. Rispetto alle revisioni esterne, quelle pubblicate dalla Cochrane sono meno propense a valutare positivamente l'utilità degli interventi medici.
Le critiche principali rivolte agli studi della Cochrane includono la mancata inclusione di un numero sufficientemente ampio di studi non pubblicati, la mancata pre-specificazione o il mancato rispetto delle regole pre-specificate per l'inclusione di endpoint o trial, l'aggiornamento non sufficientemente frequente delle revisioni, una percentuale eccessivamente alta di revisioni non conclusive e un'alta incidenza di ghostwriting e di autori onorari. In alcuni casi, la struttura interna della Cochrane può rendere difficile la pubblicazione di studi che vanno contro i pregiudizi degli esperti interni della materia.

## Partenariati

### Organizzazione Mondiale della Sanità
Cochrane mantiene un rapporto ufficiale con l'Organizzazione Mondiale della Sanità che le conferisce il diritto di nominare rappresentanti senza diritto di voto alle riunioni dell'OMS, comprese le sessioni dell'Assemblea mondiale della sanità, e di rilasciare dichiarazioni sulle risoluzioni dell'OMS.

### Wikipedia
Nel 2014, fu formalizzata la partnership tra Cochrane e Wikipedia. Essa prevedeva l'inclusione di evidenze pertinenti in tutti gli articoli medici di Wikipedia, nonché i processi per garantire che le informazioni mediche fornite dall'enciclopedia libera fossero della massima qualità ed accuratezza. Wikipedia e Cochrane collaborano per aumentare le citazioni delle ricerche Cochrane nelle voci di Wikipedia e fornire ai contributori di Wikipedia risorse per l'interpretazione dei dati medici. Cochrane e John Wiley & Sons, casa editrice delle revisioni Cochrane, mettono a disposizione degli editori di voci medicali di Wikipedia cento account Cochrane gratuiti, il cui valore finanziario è stato stimato da Cochrane tra i trentamila e gli ottantamila dollari USA all'anno, e pagano uno stipendio nominale e le spese di viaggio per sostenere un Wikipediano in residenza presso Cochrane.
Nel 2014, il blog della Cochrane ha ospitato una confutazione, scritta da quattro redattori medici di Wikipedia, di un articolo pubblicato sul Journal of the American Osteopathic Association che criticava l'accuratezza dei contenuti medici di Wikipedia.

### Partner finanziatori
Cochrane riceve finanziamenti da governi, organizzazioni sovranazionali, organizzazioni non governative, istituzioni accademiche, ospedali e fondazioni, evitando al contempo finanziamenti da aziende interessate alla sua attività.  I principali donatori governativi includono il National Institute for Health Research (NIHR) del Regno Unito, la Danish Health Authority, il Ministero Federale per la Salute (Germania) e il National Institutes of Health (NIH).
Tra i finanziatori accademici figurano, tra gli altri: la McMaster University, l'Amsterdam University Medical Centers, l'Università di Kazan' e quella di Copenhagen. Tra le fondazioni finanziatrici si ricordano: la National Research Foundation (Sudafrica) e la Gerber Foundation.

## Coinvolgimento pubblico
Cochrane coinvolge pazienti e pubblico attraverso la community curation, per produrre revisioni sistematiche e altri risultati. I compiti possono essere organizzati per il "livello base" o per livelli superiori. I compiti includono:
- partecipare a uno sforzo collaborativo di volontariato per aiutare a classificare e riassumere le evidenze in campo sanitario[47];
- estrazione dei dati e valutazione del rischio di non neutralità;
- traduzione delle revisioni in altre lingue.

Sebbene siano state mosse alcune critiche al modo in cui Cochrane dia priorità alle revisioni sistematiche, un progetto del 2018 ha coinvolto le persone nell'identificazione delle priorità di ricerca per organizzare le future revisioni Cochrane.
La rappresentanza delle redattrici in Cochrane è risultata migliore rispetto alla rappresentanza femminile di altre organizzazioni.